# Harslakzwam
Harslakzwam (Ganoderma resinaceum) is een schimmel in de familie Ganodermataceae. Hij groeit vooral aan de stamvoet van levende bomen. Meestal van eiken maar, minder vaak, ook op beuken, essen, haagbeuken, populieren en wilgen. Soms tast hij ook platanen aan, maar dan hoger aan de stam. Hij veroorzaakt witrot waardoor zijn gastheer na een aantal jaren dood gaat en omvalt. De zwam komt in Nederland en België vooral voor in open landschap op de zandgronden, meestal aan bomen langs wegen maar ook in parken. Deze zwam heeft geen KOH reactie.

## Kenmerken

### Uiterlijke kenmerken
De harslakzwam heeft een eenjarig, in de zomer snel groeiend vruchtlichaam met een dikke roomkleurige groeirand. Hij kan een afmeting bereiken van 40 cm breed, 10-20 cm diep en 4-8 cm dik. De diameter kan in uitzonderlijke gevallen doorgroeien tot 60 cm. De zwam is breed waaiervormig aan het substraat gehecht en heeft een golvende bovenzijde. Het oppervlak is glad, glanzend of dof, met ondiepe groeven. De dunne harskorst bovenop is gemakkelijk indrukbaar en smelt bij verhitting. De crèmekleurige jonge vruchtlichamen worden snel donkerder, van baksteenkastanje tot donkerrood en ten slotte bijna zwart. De hoed kan geheel bedekt zijn door een laagje bruine sporen. Het vruchtvlees is concentrisch gezoneerd, draderig taai, lichtbruin tot kurkkleurig.
De wit tot crèmekleurige buisjes zijn 8-10 mm lang. De poriën zijn rond, wit tot crème, bruin verkleurend na beschadiging en zonder tepelgallen. Ze komen voor per twee tot drie per mm, dikwijls met onregelmatige vorm, aanvankelijk wittig maar spoedig grauw verkleurend.
Door de snelle groeiwijze en zachte groeirand kunnen grassprieten en dergelijke worden ingekapseld waardoor dit door het vruchtlichaam lijkt te groeien. Dit is een onderscheidend kenmerk ten opzichte van de dikrandtonderzwam.

### Microscopische kenmerken
De harslakzwam heet een trimitisch hyfensysteem. De generatieve hyfen zijn hyaliene, dunwandig, met gespen, 2-5 μm in diameter, moeilijk waar te nemen op gedroogde exemplaren. Skelethyfen zijn overvloedig aanwezig, dikwandig, onvertakt of met een paar vertakkingen, 3-5 μm in diameter aan de basis, soms met laterale gezwellen, meestal gescheiden van de hoofdstam door eenvoudige septa. Verbindingshyfen zijn hyaliene of lichtgeel, 3-5 μm in diameter aan de basis, met lange, zijdelingse lichtgele takken. De ellipsvormige sporen met afgeknotte toppen hebben de afmeting: 9–11,5 × 4,5–7 μm.

## Verspreiding
De harslakzwam is wijdverbreid in Azië, Noord-Amerika en tropisch Afrika. In Europa komt hij vooral voor in het midden en zuiden. De noordgrens van het verspreidingsgebied loopt van Zuid-Engeland over Denemarken tot Zuid-Zweden en Letland. In Nederland en België is hij vrij algemeen. Hij is niet bedreigd en staat niet op de rode lijst.

## Naam
- Ganoderma komt van het Griekse woord ganos dat glanzend betekent.[bron?] De soortsnaam resinaceum betekent "harsig". Dit slaat op de stroperige stof die uit het vruchtlichaam loopt na beschadiging.

## Afbeeldingen

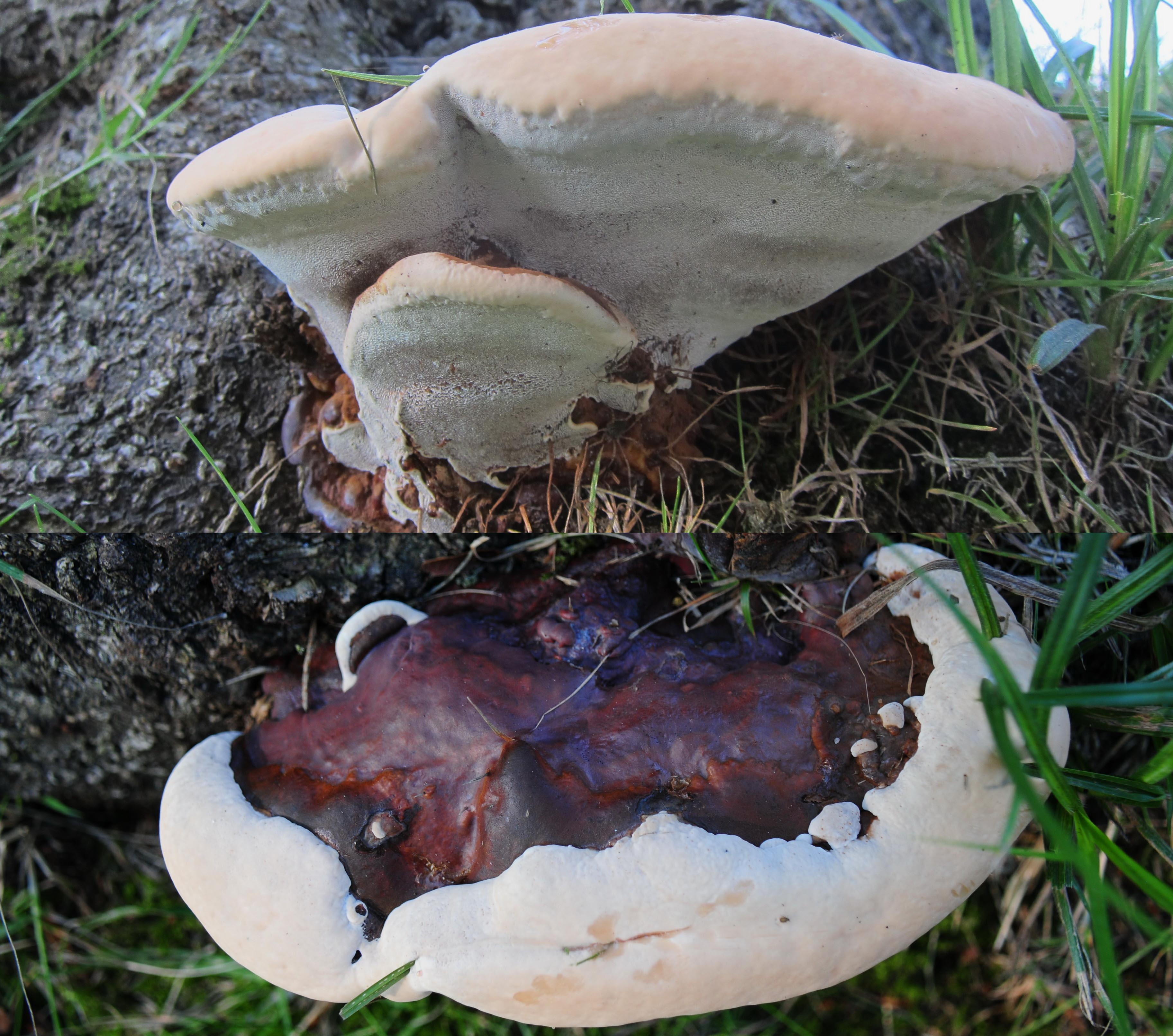
Boven en onderkant
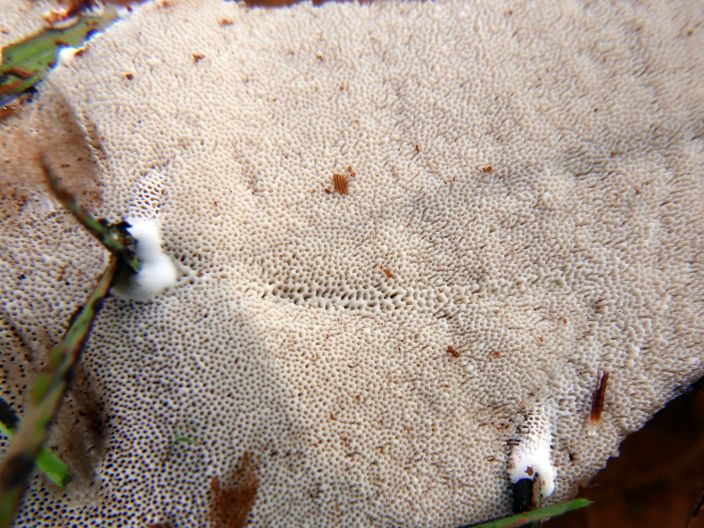
Poriën
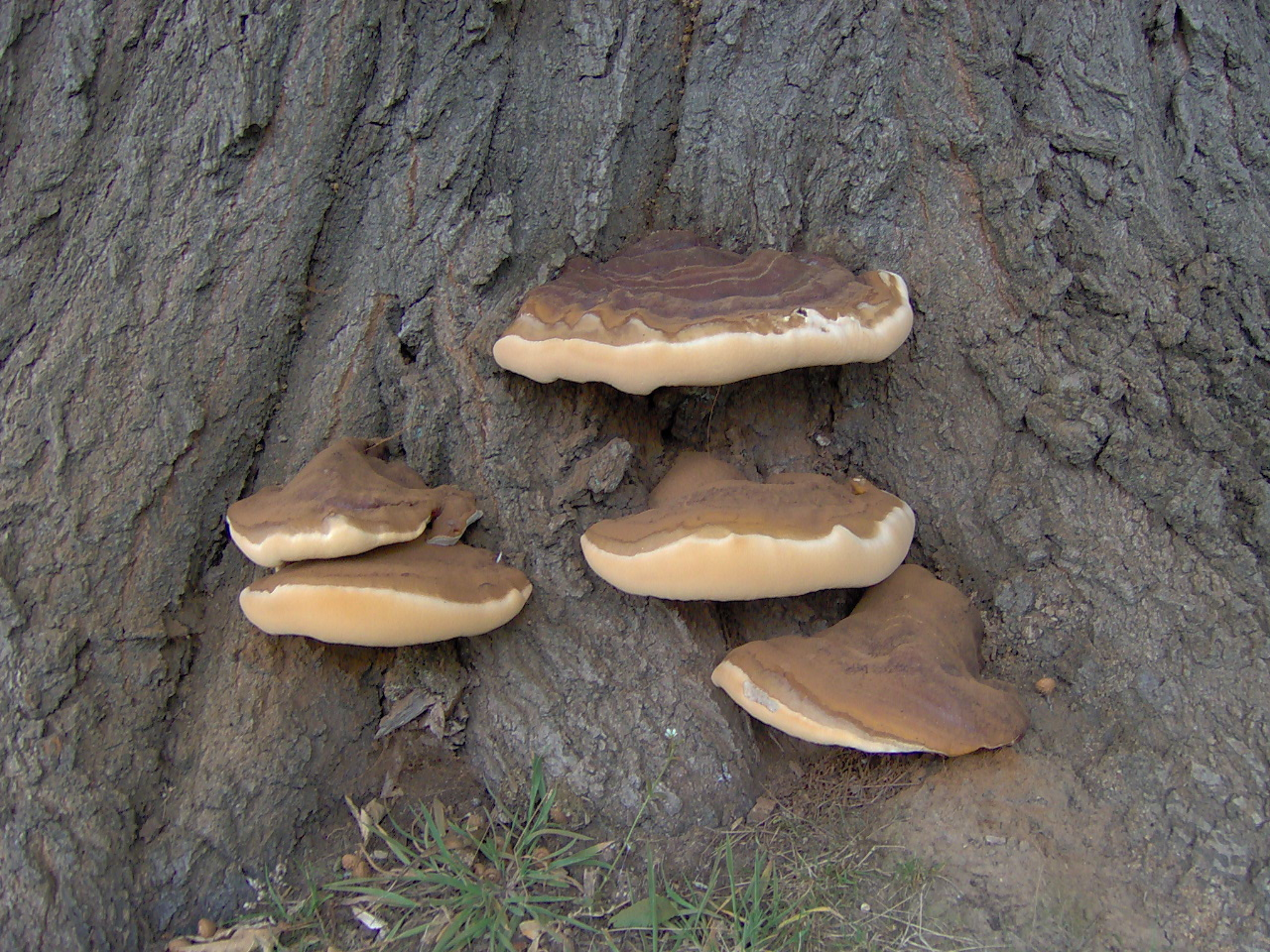
Meerdere vruchtlichamen op boom
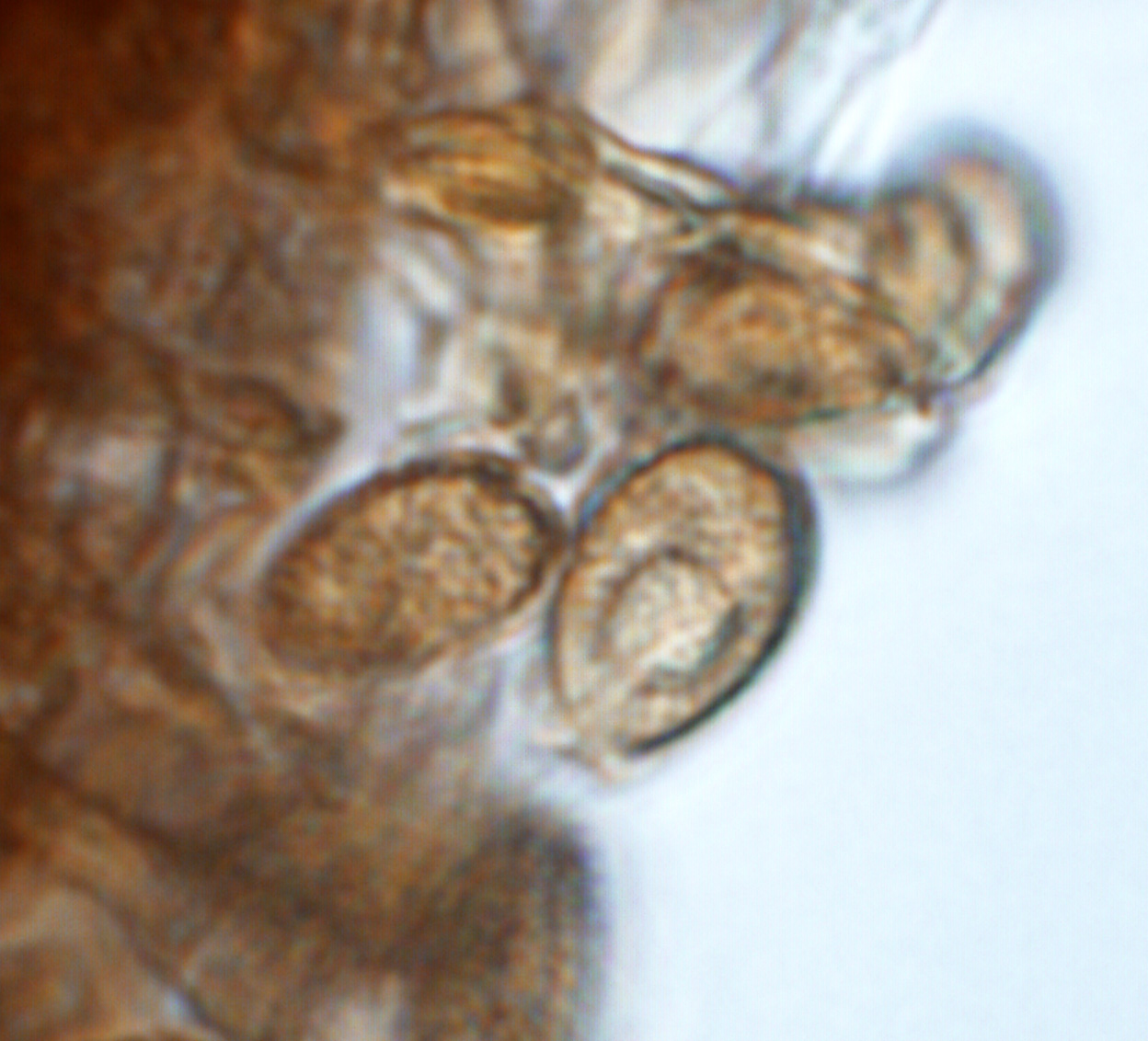
Sporen

### Groeistadia

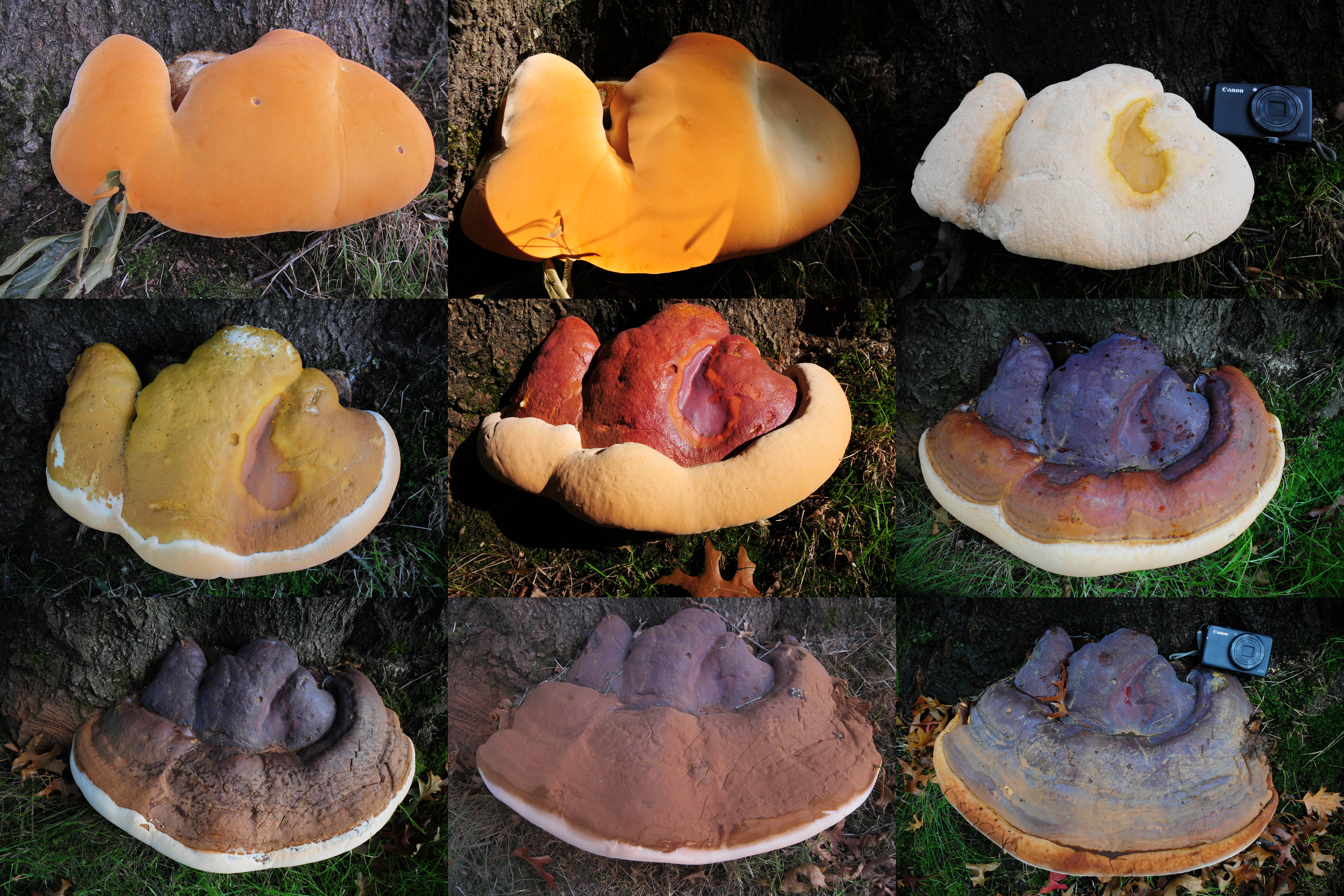
Negen groeistadia van een harslakzwam